# Reriutaba (kommun)
Reriutaba är en kommun i Brasilien.   Den ligger i delstaten Ceará, i den östra delen av landet, 1 500 km nordost om huvudstaden Brasília. Antalet invånare är 19 460.
Följande samhällen finns i Reriutaba:
- Reriutaba

Omgivningarna runt Reriutaba är huvudsakligen savann. Runt Reriutaba är det ganska tätbefolkat, med 70 invånare per kvadratkilometer.